# Overwatch League
Overwatch League (OWL) là một giải đấu esports chuyên nghiệp cho trò chơi Overwatch, do nhà phát triển Blizzard Entertainment sản xuất. Overwatch League đi theo mô hình nhượng quyền giống như các giải đấu thể thao chuyên nghiệp truyền thống khác ở Bắc Mỹ, bằng cách các đội tuyển sử dụng các tên thành phố đặt với biệt hiệu, và được hỗ trợ bởi các tổ chức sở hữu. Ngoài ra, giải đấu tổ chức theo thể thức mùa giải và playoffs thay vì sử dụng lên hạng và xuống hạng thường sử dụng trong các giải đấu esports khác, với những tuyển thủ trong danh sách đội tuyển được đảm bảo mức lương, lợi ích tối thiểu hàng năm, một phần tiền thưởng và chia sẻ doanh thu dựa trên màn thể hiện của đội tuyển đó. Giải đấu công bố vào năm 2016, giai đoạn tiền mùa giải được thử nghiệm cuối năm 2017 và mùa giải đầu tiên diễn ra vào năm 2018, cùng tổng giải thưởng 3,5 triệu USD trao cho các đội vào năm đó.

## Định dạng
Overwatch League thuộc sở hữu của Blizzard Entertainment và do Major League Gaming điều hành, cũng thuộc sở hữu của công ty mẹ Activision Blizzard của Blizzard. Overwatch League diễn ra tương tự như hầu hết các giải đấu thể thao chuyên nghiệp Bắc Mỹ, trong đó tất cả các đội chơi các trận đấu theo lịch trình với các đội khác để tranh giành vị trí trong vòng loại trực tiếp của mùa giải, thay vì cách tiếp cận đội thăng hạng và xuống hạng thường được sử dụng trong các giải đấu thể thao điện tử khác. Giải đấu hiện có hai mươi đội được chia giữa hai kỳ đại hội, chia thành hai hạng mỗi đội.
Mùa giải 2018 bao gồm thi đấu trước mùa giải bất quy định, một mùa giải thông thường chia thành bốn giai đoạn và một giải đấu loại trực tiếp sau mùa giải để xác định đội vô địch. Mỗi giai đoạn mùa giải thông thường kéo dài năm tuần, với mỗi giai đoạn kết thúc bằng một trận play-off ngắn của các đội hàng đầu dựa trên hồ sơ của giai đoạn đó để xác định nhà vô địch. Các đội đã chơi 40 trận trong mùa giải thường xuyên, cả trong và ngoài bộ phận của họ. Vòng loại trực tiếp sau mùa giải sử dụng bảng xếp hạng tổng thể của các đội trong tất cả các giai đoạn. Đội đứng đầu ở cả hai hạng đều nhận được hai hạt giống hàng đầu ở vòng loại trực tiếp, tiếp theo là một số đội cố định được xác định từ cả hai hạng. Ngoài ra còn có một kỳ All-Star cuối tuần, với sự góp mặt của hai đội dựa trên bộ phận được lựa chọn bởi các đại diện của giải đấu và do người hâm mộ bình chọn.
Thể thức của mùa giải 2019 tương tự như mùa giải trước, mặc dù các trận đấu loại trực tiếp của giai đoạn thứ tư đã bị loại và số trận đấu giảm xuống còn 28 trận, cùng những thay đổi khác. Mùa giải 2020 đưa ra một số thay đổi, bao gồm thể thức sân nhà và sân khách, trong đó mỗi đội sẽ tổ chức các trận đấu trên sân nhà với tối đa tám đội cho mỗi sự kiện và loại bỏ thể thức theo giai đoạn. Thể thức này cuối cùng đã thay đổi thành một mùa giải dựa trên giải đấu hai tháng một lần vào tháng 4, do tác động toàn cầu của đại dịch COVID-19.
Các đội sẽ nhận thưởng bằng tiền tùy theo xếp hạng vào cuối mùa giải thông thường, cũng như tham gia và đạt vị trí cao trong vòng loại trực tiếp giai đoạn và giải đấu sau mùa giải. Ví dụ, mùa giải đầu tiên có tổng giải thưởng lên tới 3,5 million đô la Mỹ, trong đó phần thưởng cao nhất là 1 triệu đô la trao cho đội vô địch sau mùa giải.

### Quy tắc
Overwatch là trò chơi điện tử bắn súng góc nhìn thứ nhất sáu đấu sáu. Nói chung, mục tiêu là các thành viên trong nhóm hợp tác cùng nhau loại bỏ hoặc đẩy lùi đối thủ trong khi tấn công, phòng thủ hoặc cạnh tranh cho một mục tiêu. Người chơi chọn từ danh sách của trò chơi gồm ba mươi hai anh hùng, chia thànhlớp Sát thương (những kẻ tấn công chính), Hỗ trợ (cung cấp khả năng hồi phục và các phép bổ trợ khác), và Xe tăng (che chắn cho đồng đội và có lượng máu cao), mỗi người có bộ vũ khí và kỹ năng được thiết kế riêng, mặc dù mỗi người chơi trong đội phải đóng vai một anh hùng duy nhất. Bắt đầu từ giai đoạn 4 của mùa giải 2019, mỗi đội phải có hai anh hùng Sát thương, hai Hỗ trợ và hai Xe tăng. Người chơi có thể chuyển sang một anh hùng có sẵn trong cùng lớp nếu họ bị loại trước khi tái sinh, hoặc nếu họ quay trở lại điểm xuất hiện hiện tại, điều này cho phép các đội điều chỉnh thành phần của họ một cách linh hoạt dựa trên tình hình hiện tại.
Trong khuôn khổ giải đấu, một trận đấu mùa giải thông thường có hai đội (một đội được chọn là đội chủ nhà, đội còn lại là đội khách) chơi theo thể thức một chọi năm, với mỗi bản đồ sẽ có một bản đồ được xác định trước, cùng một định dạng chơi như chế độ cạnh tranh bình thường trong Overwatch : Bản đồ kiểm soát, chơi một chọi ba và bản đồ Tấn công, Hộ tống và Kết hợp, với mỗi đội có ít nhất một cơ hội là đội tấn công. Nhóm các bản đồ cụ thể từ vòng quay tiêu chuẩn Overwatch được xác định theo định kỳ, cho phép các đội xác định đội hình và chiến lược người chơi của họ, đồng thời thay đổi quy tắc cố định của mùa giải.
Một đội chỉ có thể gọi người thay thế giữa các bản đồ. Đội nào giành được ba bản đồ trước sẽ thắng trận. Nếu các đội hòa nhau sau bốn trận, trò chơi hòa giải sẽ xuất hiện trên Bản đồ đối chứng (không thể kết thúc bằng tỷ số hòa) dùng để phá hòa và xác định đội thắng trận đấu. Bảng xếp hạng chủ yếu dựa trên thành tích thắng/thua tổng thể của trận đấu, nhưng nó sẽ bị phá vỡ dựa trên thành tích thắng/thua trên toàn bản đồ. Mọi ràng buộc khác về vị trí trong giải đấu sẽ bị phá vỡ dựa trên thành tích thắng/thua của trò chơi đối đầu, sau đó là tổng số trận đối đầu.
Overwatch League có thể chơi trên một máy chủ tùy chỉnh do Blizzard kiểm soát; máy chủ này cũng cho phép người chơi tự thực hành. Game sẽ có các bản cập nhật tương tự như bản game thương mại, thêm bản đồ và anh hùng mới, đồng thời thay đổi các khả năng của các anh hùng khác nhau dựa trên thử nghiệm trong Public Test Realm. Tuy nhiên, các bản cập nhật này không được áp dụng ngay lập tức như bản game thương mại, mà thay vào đó là hơn sáu tuần một lần. Ví dụ: một bản vá cuối tháng 1 năm 2018, có ảnh hưởng đáng kể đến các nhân vật nhưMercy và do đó có khả năng làm đảo lộn quy tắc game, nên sẽ không được áp dụng với máy chủ liên minh cho đến giữa tháng 2, khi bắt đầu giai đoạn thứ hai. Tuy nhiên, các đội được cấp quyền truy cập vào các máy chủ riêng sẽ được cập nhật cùng lúc với bản phát hành chính của Overwatch để họ luyện tập và xây dựng kịch bản với các đội khác, nhằm tìm hiểu và phát triển các chiến lược về các bản cập nhật và bản vá trước khi trải nghiệm chúng trong các trận đấu chính thức. Đối với các trận đấu, mỗi người chơi được cung cấp một máy tính để bàn, màn hình và cặp tai nghe khử tiếng ồn giống hệt nhau, nhằm loại bỏ bất kỳ lỗi liên quan đến xử lý tính toán hoặc đồ họa, nhưng người chơi có thể sử dụng bàn phím và chuột ưa thích của họ.

## Lịch sử

CEO của Activision-Blizzard Bobby Kotick là người ủng hộ chính trong việc thành lập Overwatch League

### Ý tưởng
Quá trình phát triển Overwatch bắt đầu vào khoảng năm 2013, cùng thời điểm mà thể thao điện tử và trò chơi video hướng đến khán giả bắt đầu trở nên phổ biến rộng rãi do khả năng tiếp cận của các nền tảng phát trực tiếp. Tuy nhiên, sự phát triển của trò chơi không phải chỉ riêng cho thể thao điện tử; Theo giám đốc Jeff Kaplan, "thật nguy hiểm nếu đưa ra hứa hẹn quá sớm với thể thao điện tử trong dòng đời của trò chơi điện tử" dựa trên những kinh nghiệm trong quá khứ Blizzard từng đã có trong thể thao điện tử, và thay vào đó lên kế hoạch cho bất kỳ mục tiêu nào liên quan đến thể thao điện tử bằng cách quan sát cộng đồng người chơi.

### Xây dựng

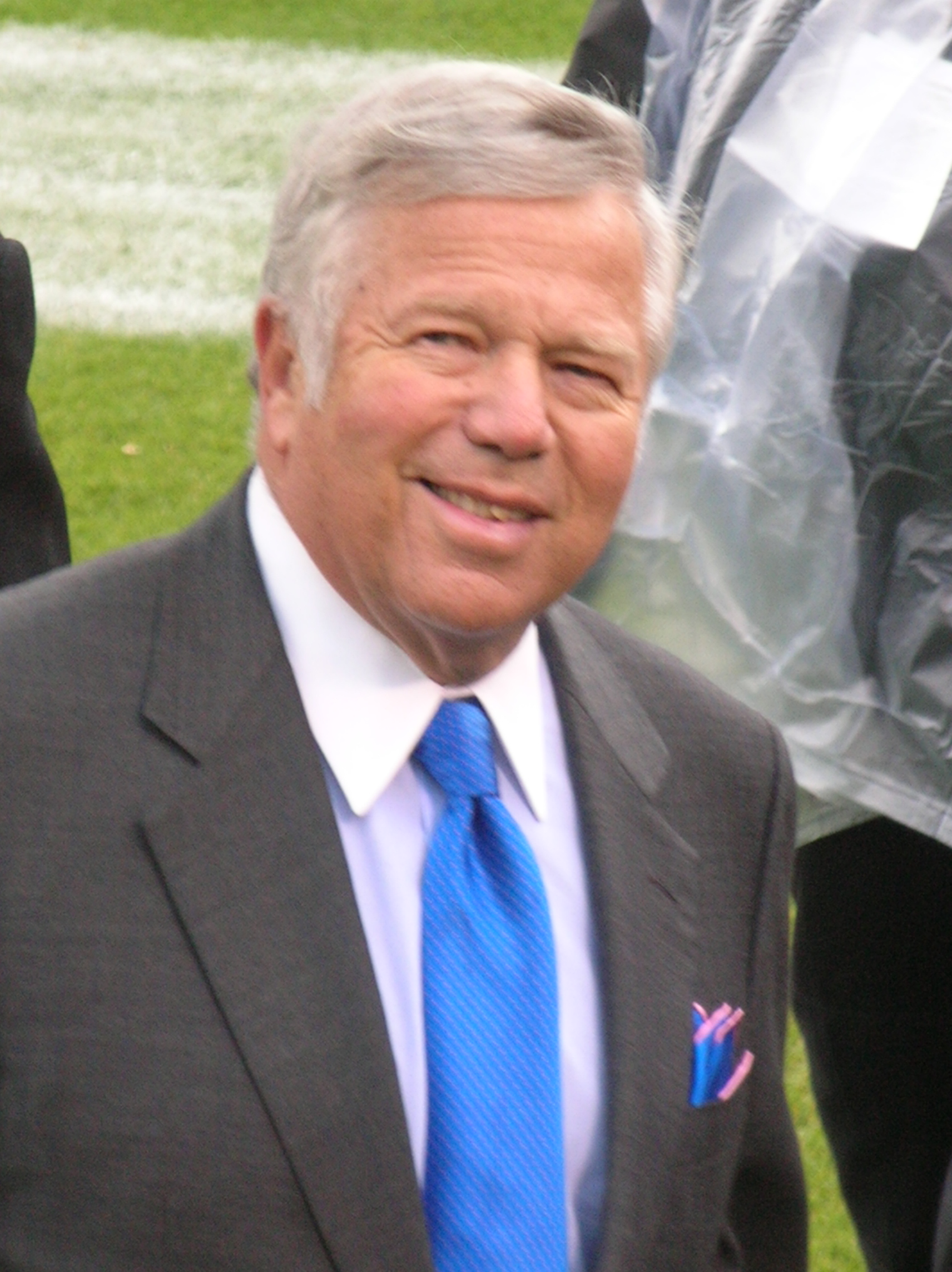
Robert Kraft, chủ của đội bóng Mỹ New England Patriots là một trong những doanh nhân đầu tiên thương thảo để có thể sở hữu một đội Overwatch League.

Blizzard đã tìm kiếm các chủ sở hữu đội tiềm năng, mục tiêu là các đội địa phương theo cùng một khu vực địa lý. Blizzard tin rằng việc có những đội địa phương như vậy sẽ khơi dậy sự quan tâm nhiều hơn đến esports từ khán giả và các nhà tài trợ tiềm năng thông qua các hoạt động mới xung quanh việc hỗ trợ đội của họ. Một cuộc họp đầu tiên dành cho các chủ sở hữu đội tiềm năng đã được tổ chức tại BlizzCon 2016 sau khi thông báo về việc thành lập giải đấu, với chủ sở hữu New England Patriots là Robert Kraft và Stan Kroenke, chủ sở hữu Los Angeles Rams là một trong số những người tham dự. Trong giai đoạn hình thành, Blizzard đã thuê Steve Bornstein, cựu chủ tịch của ABC Sports và CEO của NFL Network, làm chủ tịch thể thao điện tử của công ty, đặc biệt nhấn mạnh vào việc phát sóng và trình bày các trò chơi được chơi trong Overwatch League.

### Phát hành
Để hỗ trợ quảng cáo trên các phương tiện truyền phát và phát trực tuyến, Blizzard đã thực hiện các chỉnh sửa thẩm mỹ cho trò chơi. Mỗi đội được cung cấp các giao diện nhân vật chuyên dụng với màu sắc, tên và biểu trưng của đội tương ứng để sử dụng trong các trận đấu. Người chơi bên ngoài giải đấu có thể mua bề ngoài cho nhân vật bằng cách sử dụng "OWL Tokens", một loại tiền tệ đặc biệt tron game, được thêm vào trò chơi một ngày trước khi ra mắt mùa giải đầu. Các đội nhận một phần doanh thu từ giao diện của đội mình. OWL Tokens ban đầu chỉ có thể giao dịch mua trong trò chơi bằng tiền thật; Tuy nhiên, khi bắt đầu giai đoạn thứ hai cho mùa đầu tiên, Blizzard đã cung cấp cho người chơi mã thông báo để xem chương trình phát sóng trực tiếp thông qua bất kỳ kênh chính thức nào.
Blizzard cũng tạo ra một người quay phim dựa trên AI có thể theo dõi hành động của trò chơi cũng như chọn các bản phát lại tức thì chính.

## Các đội tuyển
| Khu vực         | Đội                    | Quốc gia                        | Thành phố                                                         | Gia nhập      | Chủ sở hữu                          | Academy team                        |               |               |               |               |               |               |               |
| Đại Tây Dương   | Đại Tây Dương          | Đại Tây Dương                   | Đại Tây Dương                                                     | Đại Tây Dương | Đại Tây Dương                       | Đại Tây Dương                       | Đại Tây Dương | Đại Tây Dương | Đại Tây Dương | Đại Tây Dương | Đại Tây Dương | Đại Tây Dương | Đại Tây Dương |
| --------------- | ---------------------- | ------------------------------- | ----------------------------------------------------------------- | ------------- | ----------------------------------- | ----------------------------------- | ------------- | ------------- | ------------- | ------------- | ------------- | ------------- | ------------- |
| North           | Boston Uprising        | Boston, United States           | Citizens Bank Opera House                                         | 2018          | Kraft Group                         | Uprising Academy                    |               |               |               |               |               |               |               |
| North           | London Spitfire        | London, United Kingdom          | Wembley Arena National Exhibition Centre                          | 2018          | Cloud9                              | British Hurricane                   |               |               |               |               |               |               |               |
| North           | New York Excelsior     | New York City, United States    | Hammerstein Ballroom                                              | 2018          | Andbox                              | XL2 Academy (không hoạt động)       |               |               |               |               |               |               |               |
| North           | Paris Eternal          | Paris, France                   | Zénith Paris                                                      | 2019          | DM-ESports                          | Eternal Academy (không hoạt động)   |               |               |               |               |               |               |               |
| North           | Toronto Defiant        | Toronto, Canada                 | Roy Thomson Hall                                                  | 2019          | OverActive Media                    | None                                |               |               |               |               |               |               |               |
| South           | Atlanta Reign          | Atlanta, United States          | Coca-Cola Roxy                                                    | 2019          | Atlanta Esports Ventures            | ATL Academy (không hoạt động)       |               |               |               |               |               |               |               |
| South           | Florida Mayhem         | Miami–Orlando, United States    | Watsco Center Full Sail Live                                      | 2018          | Misfits Gaming                      | Không có                            |               |               |               |               |               |               |               |
| South           | Houston Outlaws        | Houston, United States          | Revention Music Center                                            | 2018          | Beasley Media Group                 | Không có                            |               |               |               |               |               |               |               |
| South           | Philadelphia Fusion    | Philadelphia, United States     | Metropolitan Opera House Boardwalk Hall                           | 2018          | Comcast Spectacor                   | T1                                  |               |               |               |               |               |               |               |
| South           | Washington Justice     | Washington, D.C., United States | The Anthem Entertainment and Sports Arena                         | 2019          | Washington Esports Ventures         | Không có                            |               |               |               |               |               |               |               |
| Thái Bình Dương |                        |                                 |                                                                   |               |                                     |                                     |               |               |               |               |               |               |               |
| East            | Chengdu Hunters        | Chengdu, China                  | Wuliangye Chengdu Performing Arts Center                          | 2019          | Huya                                | Không có                            |               |               |               |               |               |               |               |
| East            | Guangzhou Charge       | Guangzhou, China                | GBA International Sports and Cultural Center Tianhe Gymnasium     | 2019          | Nenking Group                       | Không có                            |               |               |               |               |               |               |               |
| East            | Hangzhou Spark         | Hangzhou, China                 | Hangzhou Grand Theatre Wuzhen Grand Theatre                       | 2019          | Bilibili                            | Bilibili Gaming                     |               |               |               |               |               |               |               |
| East            | Seoul Dynasty          | Seoul, South Korea              | Dongdaemun Design Plaza                                           | 2018          | Gen.G                               | Gen.G Esports                       |               |               |               |               |               |               |               |
| East            | Shanghai Dragons       | Shanghai, China                 | XinYeFang Studio                                                  | 2018          | NetEase                             | Team CC                             |               |               |               |               |               |               |               |
| West            | Dallas Fuel            | Dallas, United States           | Allen Event Center Esports Stadium Arlington Toyota Music Factory | 2018          | Envy Gaming Hersh Interactive Group | Team Envy (không hoạt động)         |               |               |               |               |               |               |               |
| West            | Los Angeles Gladiators | Los Angeles, United States      | TBD                                                               | 2018          | Kroenke Sports & Entertainment      | Gladiators Legion (không hoạt động) |               |               |               |               |               |               |               |
| West            | Los Angeles Valiant    | Los Angeles, United States      | The Novo by Microsoft                                             | 2018          | Immortals Gaming Club               | Không có                            |               |               |               |               |               |               |               |
| West            | San Francisco Shock    | San Francisco, United States    | Zellerbach Hall San Jose Civic                                    | 2018          | NRG Esports                         | Không có                            |               |               |               |               |               |               |               |
| West            | Vancouver Titans       | Vancouver, Canada               | Rogers Arena                                                      | 2019          | Aquilini Investment Group           | Không có                            |               |               |               |               |               |               |               |

## Giải vô địch
Tính đến mùa giải 2020, 20 đội khác nhau đã tranh tài trong giải đấu, với hai đội đã giành ít nhất một danh hiệu Chung kết.
| Đội                 | Thắng      | Á quân |
| ------------------- | ---------- | ------ |
| San Francisco Shock | 2019, 2020 | —      |
| London Spitfire     | 2018       | —      |
| Philadelphia Fusion | —          | 2018   |
| Vancouver Titans    | —          | 2019   |
| Seoul Dynasty       | —          | 2020   |

## Mùa giải

### 2018

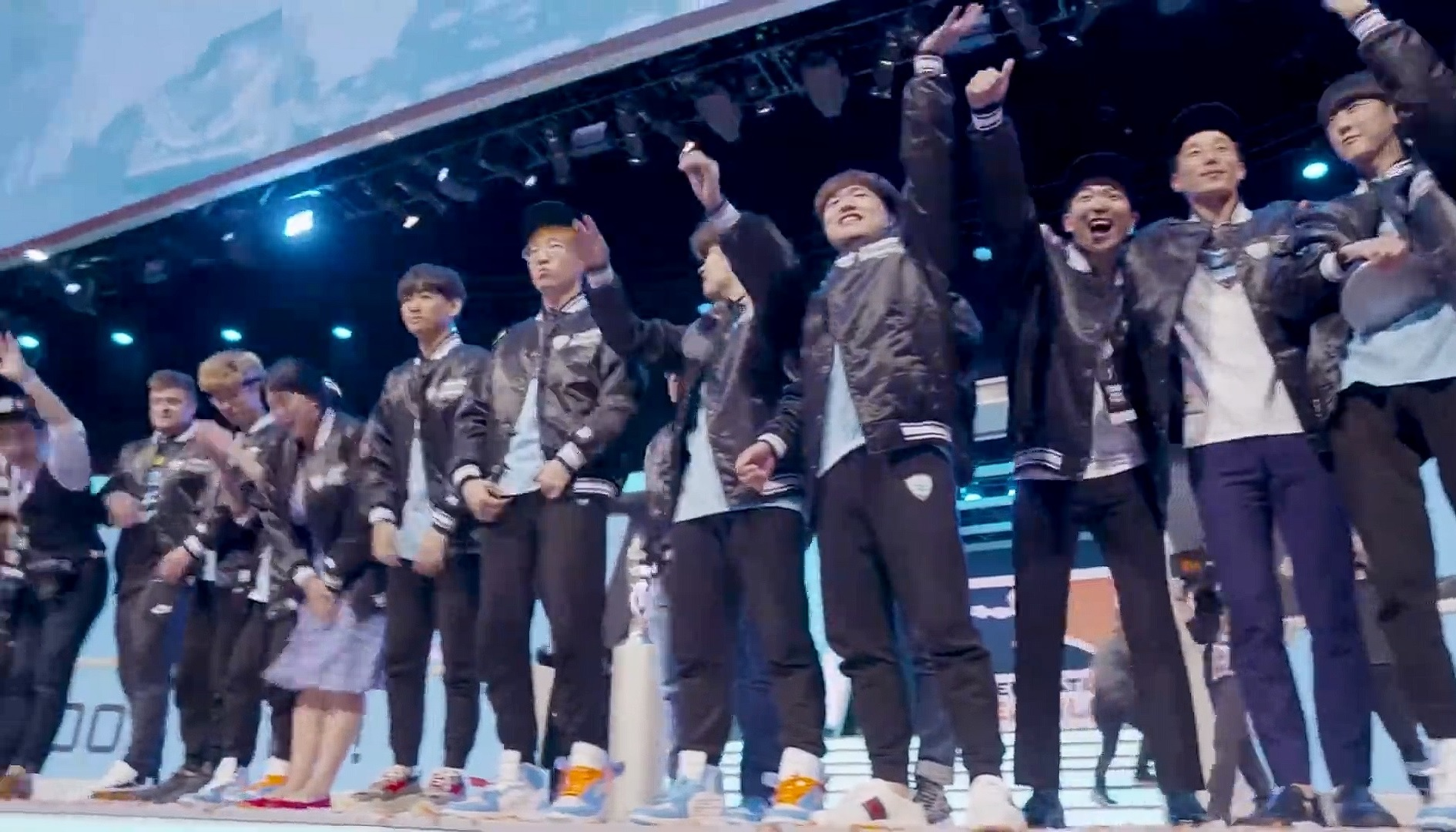
London Spitfire thắng Chung kết 2018.

Trận đấu trước mùa giải khai mạc bắt đầu ngày 6 tháng 12 năm 2017. Mùa giải chính thức bắt đầu ngày 10 tháng 1 và tiếp tục đến tháng 6 năm 2018, với loạt trận Championship sáu đội để giành chiến thắng trong mùa giải vào tháng 7. Ngoài Chung kết, các đội đã chơi tại Blizzard Arena ở Los Angeles. Trận chung kết tổ chức ở Barclays Center tại  Brooklyn, New York ngày 27 và 28 tháng 7, London Spitfire đã đánh bại Philadelphia Fusion 3–1, 3–0 để trở thành những nhà vô địch Overwatch League đầu tiên.

### 2019

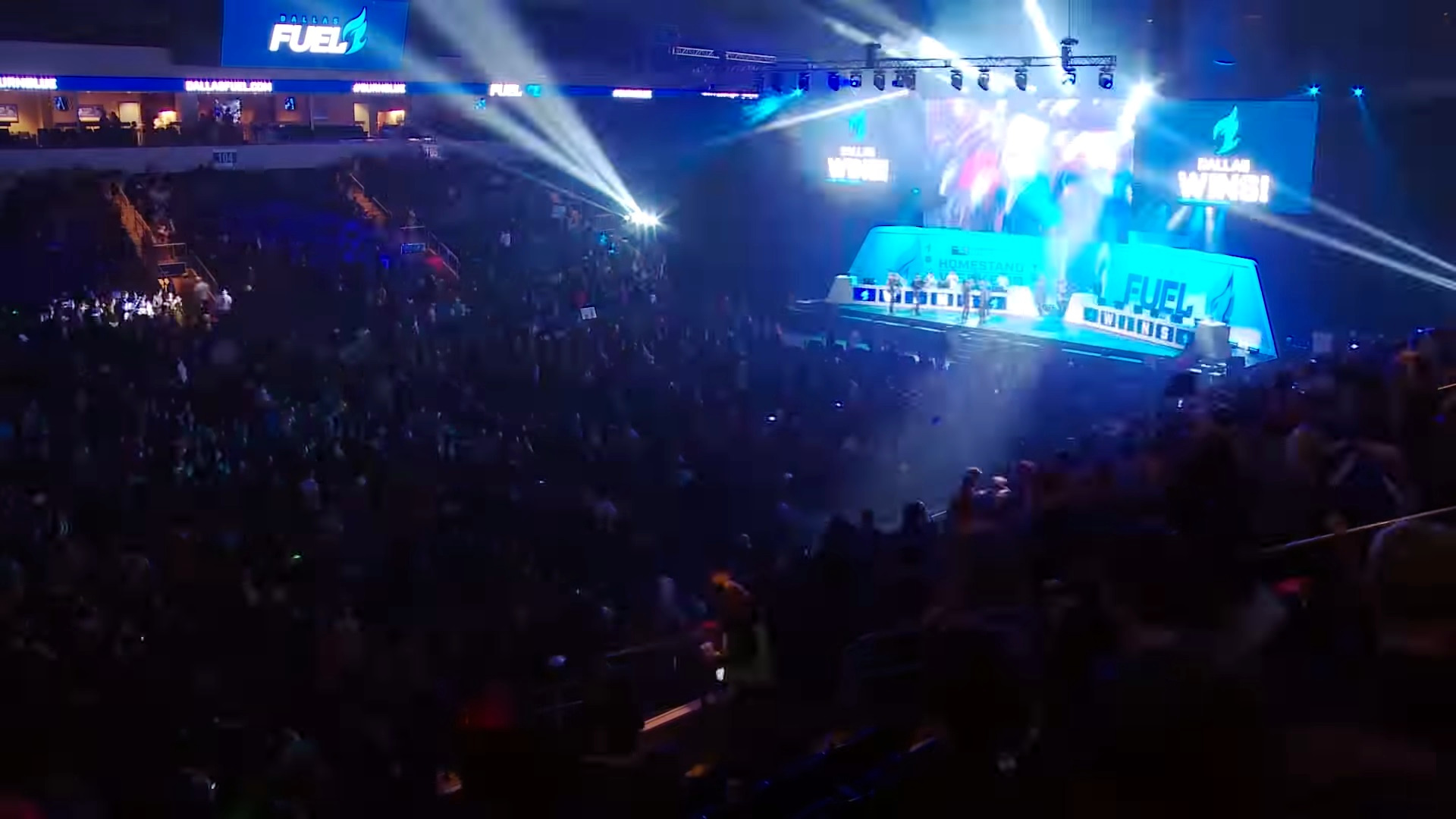
Sự kiện Dallas Fuel Homestand tổ chức tại Trung tâm sự kiện Allen ở Allen, Texas, trong mùa giải 2019

Vòng chung kết được tổ chức ngày 29 tháng 9 năm 2019 tại Trung tâm Wells Fargo ở Philadelphia. San Francisco Shock đã đánh bại Vancouver Titans trong bốn trận đấu để trở thành nhà vô địch mùa giải. Choi "ChoiHyoBin" Hyo-bin của Shock được vinh danh là MVP chung cuộc.

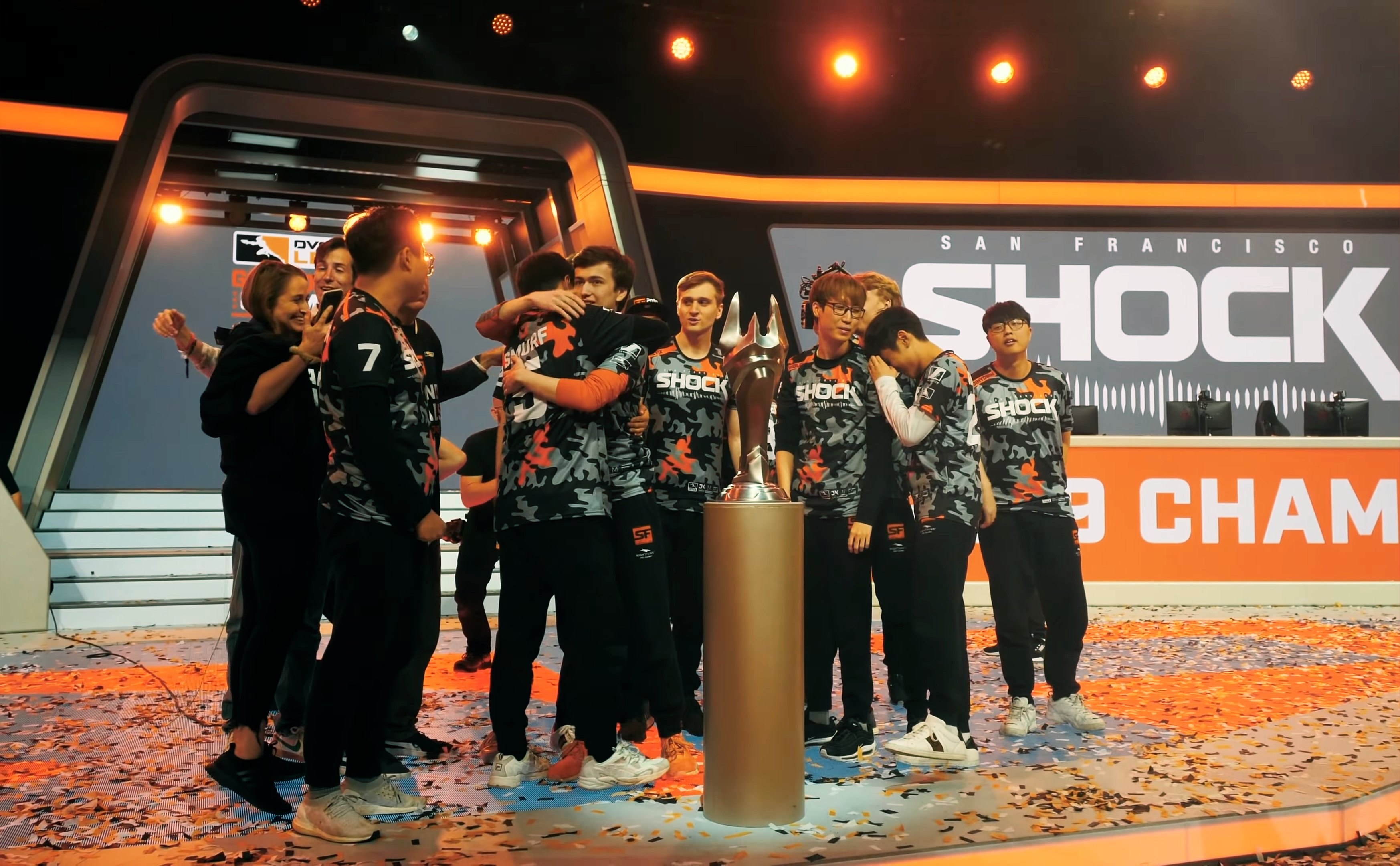
Shock thắng Chung kết 2019.

### 2020
Tháng 10 năm 2020, Activision Blizzard thông báo ủy viên Pete Vlastelica sẽ từ chức để đảm nhận một vị trí mới sau Vòng chung kết năm 2020. Thay thế ông là ủy viên của Call of Duty League, Johanna Faries, người sẽ là ủy viên của cả hai giải đấu.

### 2021
Do đại dịch COVID-19, mùa thứ tư của OWL tiếp tục định dạng trực tuyến từ năm 2020, mặc dù sẽ có ba sự kiện trực tiếp ở Trung Quốc. Hai mươi đội được chia thành hai khu vực, Đông và Tây, với tám đội đến từ Trung Quốc và Hàn Quốc ở khu vực phía Đông và mười hai đội từ Bắc Mỹ và Châu Âu ở khu vực phía Tây. OWL vẩn tiếp tục định dạng giải đấu như từ năm 2020; mùa giải sẽ có bốn giải đấu giữa mùa giải trong suốt mùa giải thông thường, cùng với một hệ thống điểm mới để xác định hạt giống cho trận đấu loại trực tiếp của mùa giải.
Tháng 7 năm 2021, giải đấu thông báo sẽ tổ chức trực tiếp hai sự kiện sau mùa giải tại hai địa điểm khác nhau: Vòng loại trực tiếp diễn ra tại Sân vận động Esports Arlington ở Arlington, Texas và Vòng chung kết năm 2021 sẽ được tổ chức tại Trung tâm Galen ở Los Angeles, California.

## Pháp lý
Dot Esports đưa ra báo cáo Bộ Tư pháp Hoa Kỳ đang điều tra Overwatch League do có liên quan đến giới hạn mềm của đội về mức lương của người chơi vào tháng 7 năm 2021. Ngược lại với các giải đấu thể thao chuyên nghiệp như NFL, nơi có các công đoàn người chơi sẽ cho phép liên đoàn thực hiện việc giới hạn tiền lương theo phán quyết của Tòa án tối cao trong Amalgamated Meat Cutters v. Jewel Tea Co., Liên đoàn Overwatch hiện đang thiếu các công đoàn như vậy, điều này sẽ khiến việc giới hạn lương có khả năng vi phạm Đạo luật chống độc quyền Sherman năm 1890. Giới hạn mềm của giải đấu vào năm 2020 là 1,6 triệu đô la Mỹ, trong khi một đội có thể có mức lương cao hơn số tiền đó, thì họ sẽ bị đánh thuế dưới dạng thuế xa xỉ và sẽ bị coi là bất lợi.

## Kế thừa
Activision Blizzard đã sử dụng mô hình Overwatch League để thành lập Call of Duty League vào năm 2019. Trong khi Call of Duty League sẽ có mùa khai mạc vào năm 2020 với cùng một thể thức sân nhà/sân khách như Overwatch League đã lên kế hoạch sử dụng trong mùa thứ ba, đại dịch COVID-19 đã buộc Call of Duty League chuyển sang định dạng trực tuyến hoàn toàn. Giải đấu là một yếu tố trọng tâm trong cốt truyện mùa thứ mười bảy tập "Brave N00b World" của American Dad!  phát sóng lần đầu tiên tháng 5 năm 2020.